# Pilát Pál
Id. Pilát Pál (Benešov, Csehország, 1860 – Budapest, 1931. március 20.) főként Magyarországon dolgozó cseh származású kiemelkedő hegedűkészítő.

## Élete
Pilát János és Druk Anna fiaként született. Prága melletti szülővárosából Thomas Zachhoz ment tanulni Bécsbe, majd ugyanott Gabriel Lemböcknél és David Bittnernél dolgozott. Ezután – bizonyára mesterei tanácsára – Budapestre költözött, ahol előbb Schunda Vencel József, majd Bartek Ede segédje lett. 1883-ban Bartek Andrássy út 42. alatti üzlete átvetelével önállósult.
1885-től minden jelentős európai kiállításon, sőt állítólag Amerikában is érmeket kapott. A 20. század első harmadában hazánk vezető hegedűkészítője volt. 1926-ban aranykoszorús mester lett.
Az időközben a Liszt Ferenc térre, a Zeneakadémia mellé áttelepült üzletét özvegye tovább vitte hangszerárusítással, illetve hegedűtokhuzatok varrásával.
Halálát érelmeszesedés, agyvérzés, tüdőgyulladás okozta. Felesége Belohorszky Margit Izabella Lujza volt.

## Szakmai érdemei
Basszusgerenda-szabadalom is fűződik nevéhez, amelyről magyar és cseh szakértők elismerő tanúsítványokat adtak ki. Évekig kísérletezett a hegedűlakkal is, majd amikor rátalált a megfelelőre, hangszerkészítők százainak szállította.
A hegedűkonstrukciója ideális, a megmunkálás aprólékos és szakszerű. Lakkozása vastagon felvitt borostyánsárga, vagy vörösessárga, satírozással vagy tusírozással. Utóbbi a mirecourt-i hegedűkről átvett technika: a csiga kontúrjának, illetve a kávák találkozási vonalainak fekete vagy sötétbarna színnel való kihúzásával történik.
Dr. Geyer József dehonesztáló állítását, amely szerint Pilát hangszerei „egy-két éven belül elvesztik hangjukat", és „érdesen, tompán szólnak" az utókor megcáfolta, s valószínűleg azok Pilát gerendajavító kísérleteinek néhány valóban kevésbé sikerült opusán alapultak. Pilát hegedűi igen alkalmasak szimfonikus zenekari játékra. Fiatal, dinamikus virtuózoknak is ajánlottak „pompás ragyogású" hangjukkal.
Némethy Ferenc szerint vonókészítéssel is foglalkozott, feltehetőleg hasonló igényességgel.
Céduláin a szöveg elején és végén egy-egy kör, benne fölül egyenlő szárú kereszt, alatta a „PP" monogram látható, amelyet a cédula fölé be is égetett. Paulus Pilát fecit Budapestini anno 1911 Op.166 címkéjű hegedűjét az MTA Zenetudományi Intézet őrzi (L. sz.: 71.03.1).